# Cymbionotum
Cymbionotum is een geslacht van kevers uit de familie van de loopkevers (Carabidae). De wetenschappelijke naam van het geslacht is voor het eerst geldig gepubliceerd in 1864 door Baudi di Selva.

## Soorten
Het geslacht Cymbionotum omvat de volgende soorten:
- Cymbionotum basale Dejean, 1831
- Cymbionotum candidum Andrewes, 1935
- Cymbionotum capicola Peringuey, 1908
- Cymbionotum fasciatum Dejean, 1831
- Cymbionotum fasciger Chaudoir, 1852
- Cymbionotum fernandezi Ball & Shpeley, 2005
- Cymbionotum fluviale Andrewes, 1935
- Cymbionotum helferi Chaudoir, 1850
- Cymbionotum mandli (Jedlicka, 1963)
- Cymbionotum mesopotamicum Csiki, 1929
- Cymbionotum microphthalmum Chaudoir, 1876
- Cymbionotum namwala Ball & Shpeley, 2005
- Cymbionotum negrei Perrault, 1994
- Cymbionotum pictulum (Bates, 1874)
- Cymbionotum rufotestaceum Fairmaire, 1903
- Cymbionotum schueppelii (Dejean, 1825)
- Cymbionotum semelederi (Chaudoir, 1861)
- Cymbionotum semirubricum (Reitter, 1914)
- Cymbionotum striatum Reitter, 1894
- Cymbionotum subcaecum Ball & Shpeley, 2005
- Cymbionotum transcaspicum (Semenov, 1891)